# Stenopogon setosus
Stenopogon setosus är en tvåvingeart som beskrevs av Bezark 1984. Stenopogon setosus ingår i släktet Stenopogon och familjen rovflugor.
Artens utbredningsområde är Costa Rica. Inga underarter finns listade i Catalogue of Life.